# 시즈오카 FM 방송
시즈오카 FM방송은 일본의 FM라디오 방송국으로 1983년 4월 1일 개국했으며 시즈오카현에서 방송을 실시하고 있다.
JFN에 가맹했으며 애칭은 K-MIX, 콜사인은 JOKU-FM이다.

## 연혁
- 1982년 3월　라디오 방송 예비 면허 교부.
- 1982년 6월 21일 시즈오카 FM방송 주식회사 설립
- 1983년 4월 1일 일본 10번째 라디오 방송국으로 개국.
- 1993년 4월 1일 창립 10주년을 기점으로 방송국 애칭을 K-MIX로 개칭.
- 1995년 4월　FM 문자다중방송 개시.
- 2014년 3월 31일　FM 문자다중방송 종료.

## 주파수
- 시즈오카 본국:79.2MHz(일본 방송법상 본 방송국)
- 하마마쓰 중계국:78.4 MHz(일본 방송법상 중계국)
- 시모다 중계국:80.5MHz
- 히가시이즈 중계국:78.6MHz
- 아타미 중계국:83.0MHz
- 이즈노쿠니 중계국:86.6MHz
- 고텐바 중계국:81.6MHz
- 후지·후지노미야 중계국:85.8MHz
- 시마다 중계국:85.9MHz
- 가케가와 중계국:80.3MHz

## 보충서술
- 본사 소재지는 시즈오카현 하마마쓰시이며 도카이지역에 일어날 대지진을 염려해 하마마쓰시에 본사를 두었다는 이야기가 있으며 지진발생시 NHK 하마마쓰 지국과 방송을 할 수 있는 공조체제가 완성되어 있다.
- 애칭인 K-MIX의 의미에 대해 처음에는 JOKU-FM, MUSIC, INFORMATION,X(CROSS)COMMUNICATION 라고 하였으나 후일 JOKU-FM, MOVEMENT, INTELIGENCE, EXCITMENT라는 해석을 덧붙였다.
- 1998년 일본의 방송국 중에서 최초로 태양광 발전 시스템을 도입했다.
- 2005년, 지진 발생시 해일 경보를 자동으로 방송하는 시스템을 민간기업과 공동개발했다.

## 시즈오카현에 있는 다른 텔레비전·라디오 방송국
- NHK 시즈오카 방송국
- 시즈오카 제일 TV(SDT)(니혼 TV 계열)
- 시즈오카 아사히 TV(SATV)(TV 아사히 계열)
- 시즈오카 방송(SBS)(TV는 도쿄 방송 계열, 라디오는 JRN&NRN계열)
- TV 시즈오카(SUT)(후지 TV 계열)